# Grafschaft Veldenz
Die Grafschaft Veldenz ist eine ehemalige Grafschaft im heutigen Rheinland-Pfalz. Sie lag zum Teil zwischen Kaiserslautern, Sponheim und Zweibrücken, zum Teil an der Mosel im Erzstift Trier. Der gleichnamige Hauptort Veldenz liegt im Landkreis Bernkastel-Wittlich, wo das Schloss Veldenz stand. Das im 16. Jahrhundert neu gegründete Fürstentum Pfalz-Veldenz besaß später auch Territorium im heutigen Elsass und in Lothringen.

## Geschichte

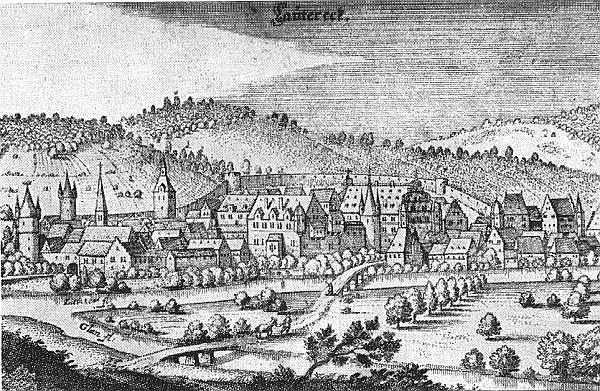
Schloss Lauterecken, Residenz von Pfalz-Veldenz

Die Grafen von Veldenz waren ein Zweig des wildgräflichen Geschlechts, von dem sie sich vielleicht schon 1112 trennten, mit Sicherheit jedoch erst 1134. Als sie 1259 im Mannesstamm ausstarben, ging die Grafschaft 1271 auf die Herren von Geroldseck über. Heinrich von Geroldseck hatte die Erbtochter Agnes von Veldenz geheiratet und die Linie Veldenz-Geroldseck begründet. 1387 teilten die Brüder Heinrich III. und Friedrich II. die Besitzungen. Heinrich erhielt die obere Grafschaft mit dem Mittelpunkt Burg Lichtenberg, Friedrich die niedere Grafschaft mit der Moschellandsburg. Allerdings behielten die Brüder jeweils ein Viertel an der Burg des jeweiligen Bruders. Burg Veldenz und Stadt Meisenheim blieben im gemeinschaftlichen Besitz. 1444 kam die Grafschaft durch Vermählung Annas, der einzigen Erbin Friedrichs III. von Veldenz, mit Stefan von Pfalz-Simmern-Zweibrücken an das Herzogtum Pfalz-Zweibrücken.
1543 wurde durch den Marburger Vertrag geregelt, dass der Onkel von Herzog Wolfgang von Zweibrücken, Ruprecht, die Grafschaft Veldenz erhalten sollte. Das Territorium der Grafschaft Veldenz wurde von da an auch als Fürstentum Pfalz-Veldenz bezeichnet. Es sollte vier Generationen umfassen und 151 Jahre Bestand haben. Seine Residenz wurde Lauterecken (Kreis Kusel), neben dem Remigiusberg (Kreis Kusel), Veldenz an der Mosel und Lützelstein im heutigen Elsass. Auf dem Remigiusberg befindet sich auch die Grablege der fürstlichen Familie.
Ruprecht starb allerdings schon 1544; sein Sohn Georg Hans heiratete 1563 Anna Maria von Schweden, eine Tochter Gustavs I. von Schweden. Damit wurde die enge Verbindung des Hauses Wittelsbach mit der schwedischen Königsfamilie Wasa begründet, die durch eine weitere Heirat (Johann Kasimir von Pfalz-Zweibrücken heiratete Katharina, eine Tochter Karls IX. von Schweden) im 17. Jahrhundert noch befestigt wurde.
1553 hatte Wolfgang im Heidelberger Sukzessionsvertrag, der die gegenseitigen Erbansprüche aller wittelsbachischen Linien regelte, erreicht, dass Pfalz-Veldenz um die Grafschaft Lützelstein erweitert wurde. Georg Hans gründete auch Phalsbourg (Pfalzburg), das er später aufgrund von Schulden an Lothringen verkaufen musste. Da der Enkel von Georg Hans, Leopold Ludwig von Pfalz-Veldenz, 1694 ohne erbberechtigte Nachkommen starb, fiel das Fürstentum Pfalz-Veldenz nach langen Erbstreitigkeiten 1733 definitiv an Kurpfalz.
Veldenz kam 1798 zu Frankreich und gehörte zum Saardepartement. Auf dem Wiener Kongress 1815 wurde der an der Mosel gelegene kleinere Teil dem Königreich Preußen, der andere, größere Teil dem Königreich Bayern zugesprochen.

## Grafen von Veldenz

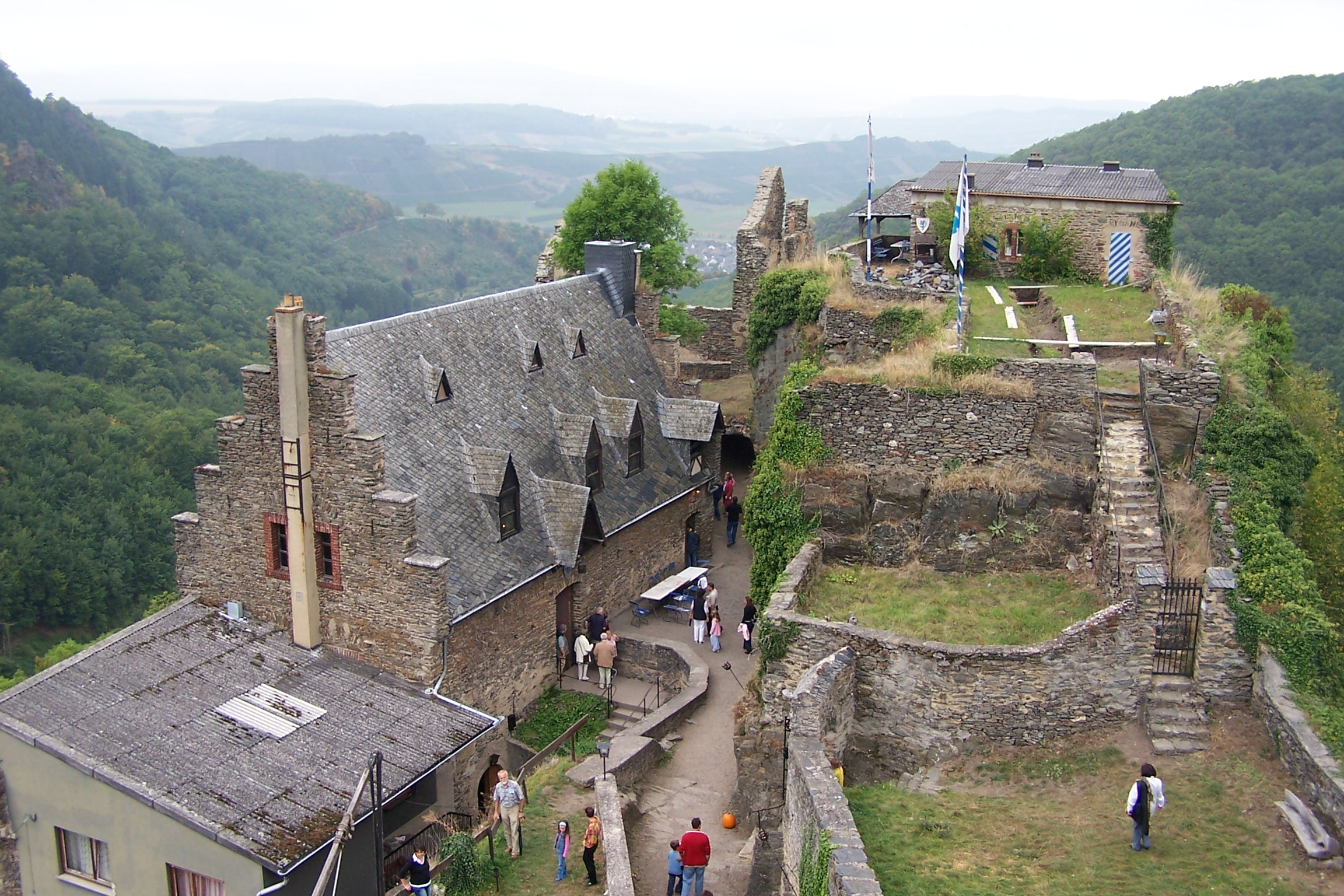
Schloss Veldenz am Tag des offenen Denkmals 2005

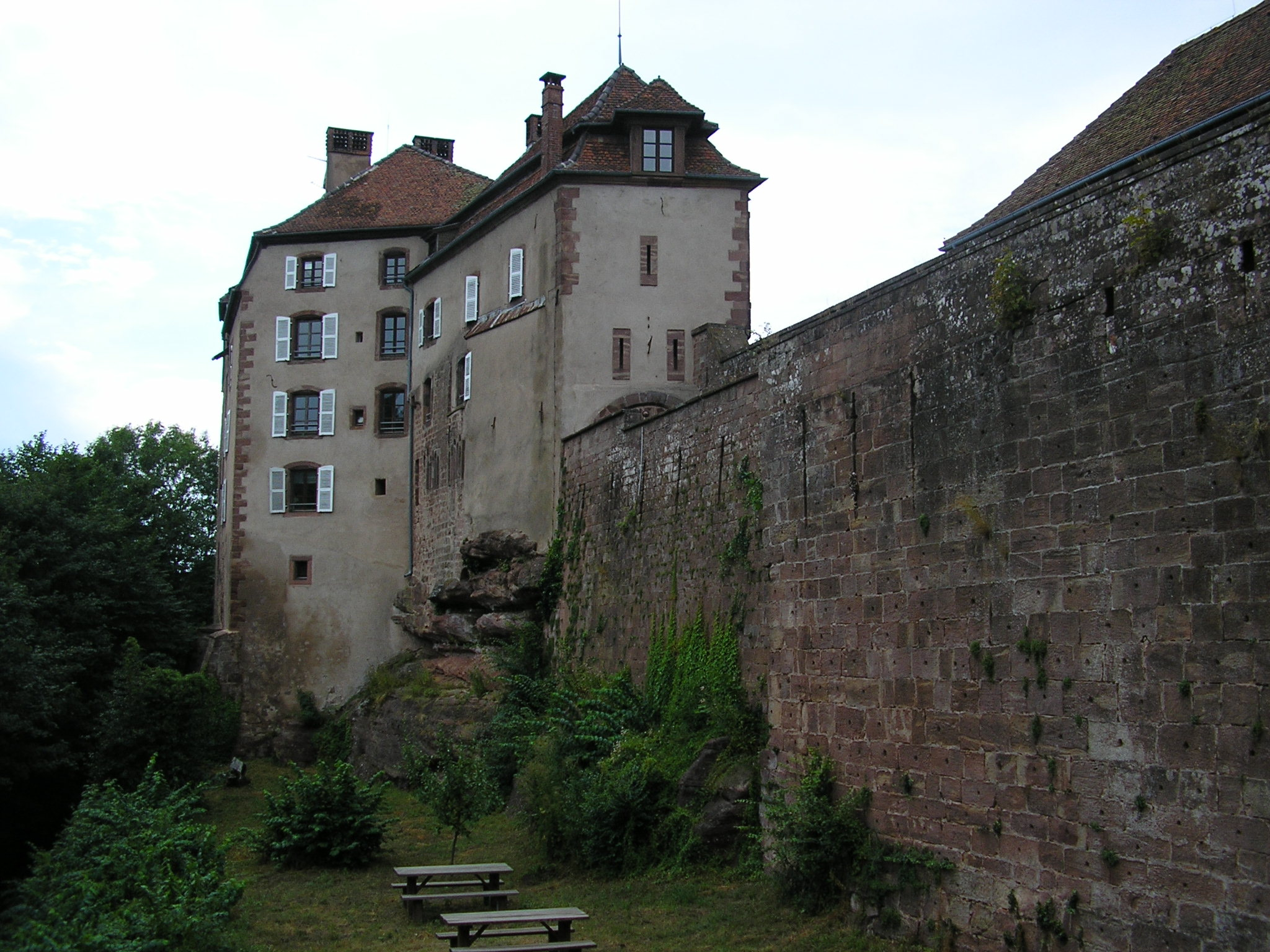
Burg Lützelstein, Residenz von Pfalz-Veldenz

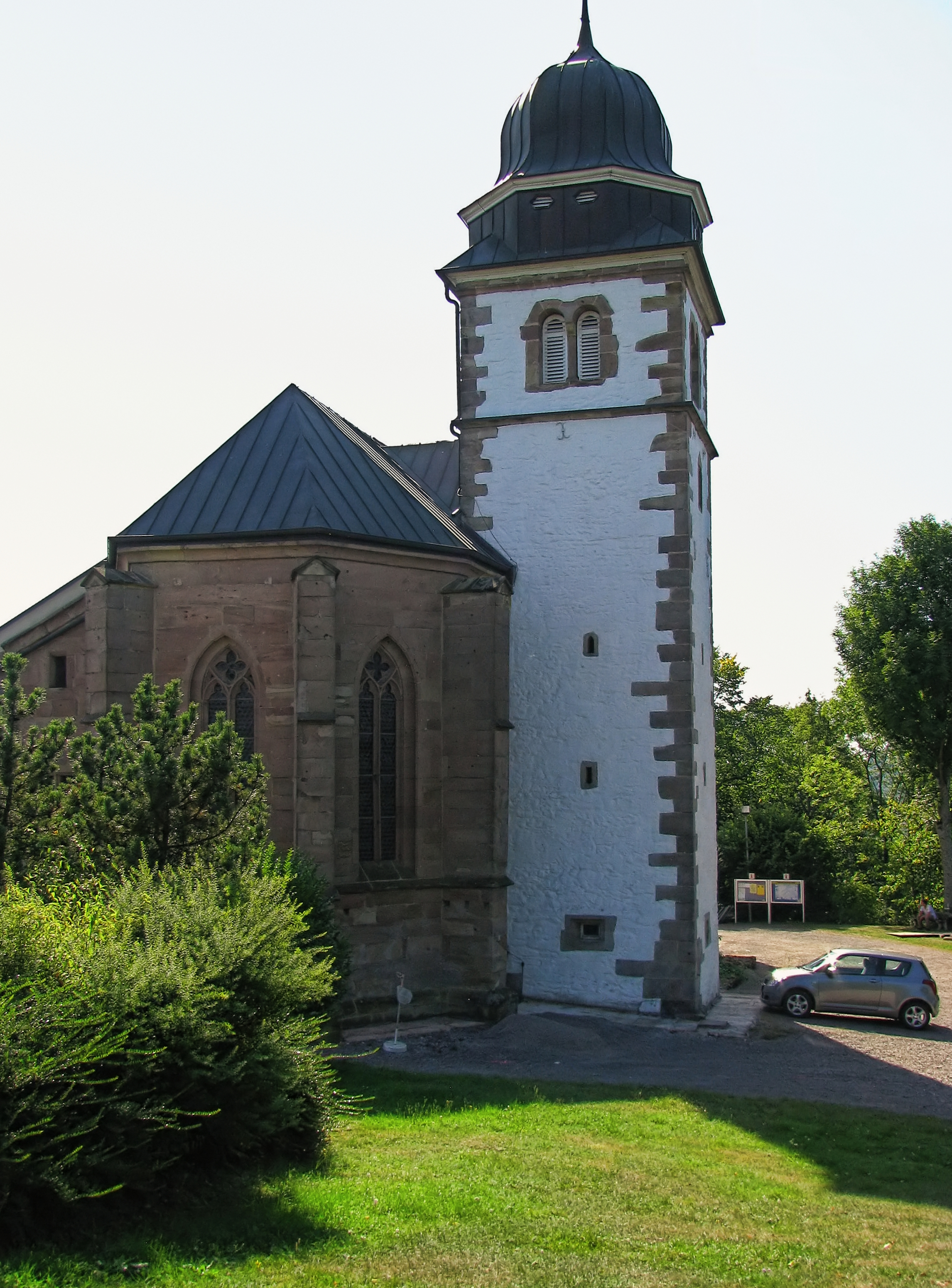
Grablege St. Remigius bei Kusel

### Ältere Linie Veldenz
- Emicho, Graf von Kyrburg und Schmidburg (1086–1113)
- Gerlach I. (1112–1146) ⚭ Cäcilie, Tochter Ludwigs des Springers und Adelheids von Stade
- Gerlach II. (1146–1189)
- Gerlach III. (1189–1214) ⚭ Raugräfin
- Gerlach IV. (1220–1240) ⚭ Wildgräfin Beatrix
- Gerlach V. (1254–1259) ⚭ Elisabeth von Zweibrücken, Tochter von Heinrich II. von Zweibrücken
- Erbtochter Agnes von Veldenz (1259–1270), brachte die Grafschaft Veldenz ihrem Mann Heinrich von Hohengeroldseck zu

### Linie Veldenz-Geroldseck
- Heinrich I. von Hohengeroldseck (1270–1298) ⚭ Agnes von Veldenz
- Georg I. (1298–1347) ⚭ Agnes von Leiningen
- Heinrich II. (1347–1378) ⚭ Agnes von Sponheim
- Heinrich III. (1378–1389) ⚭ Loretta von Sponheim, erhielt in der Bruderteilung 1387 die obere Grafschaft Veldenz
- Friedrich II. (1378–1396), unverehelicht, erhielt in der Bruderteilung 1387 die niedere Grafschaft Veldenz
- Heinrich IV. (1389–1393) ⚭ Lisa von Katzenelnbogen
- Friedrich III. (1393–1444) ⚭ Margarethe von Nassau

### Linie Pfalz-Zweibrücken
- Stephan (1410–1459) ⚭ Anna von Veldenz (1390–1439), einziges Kind von Friedrich III.
- Ludwig I. (1459–1489)
- Alexander (1489–1514)
- Ludwig II. (1514–1532)
- Wolfgang (1532–1569) trat Pfalz-Veldenz 1543 seinem Onkel Ruprecht von Pfalz-Veldenz ab

### Linie Pfalz-Veldenz
- Ruprecht (1543–1544)
- Georg Johann I. (1544–1592; auch Georg Hans)
- Georg Gustav (1592–1634)
- Leopold Ludwig (1634–1694), letzter Fürst von Pfalz-Veldenz

### Bekannt wurden auch
- Udo II. von Veldenz († 1186), Bischof von Naumburg
- Friedrich I. von Veldenz († 1327), bestattet in der Propsteikirche St. Remigius auf dem Remigiusberg.
- Walram von Veldenz († 1336), Bischof von Speyer
- Johann von Veldenz († 1434), Abt des Klosters Weißenburg im Elsass.

## Wappen

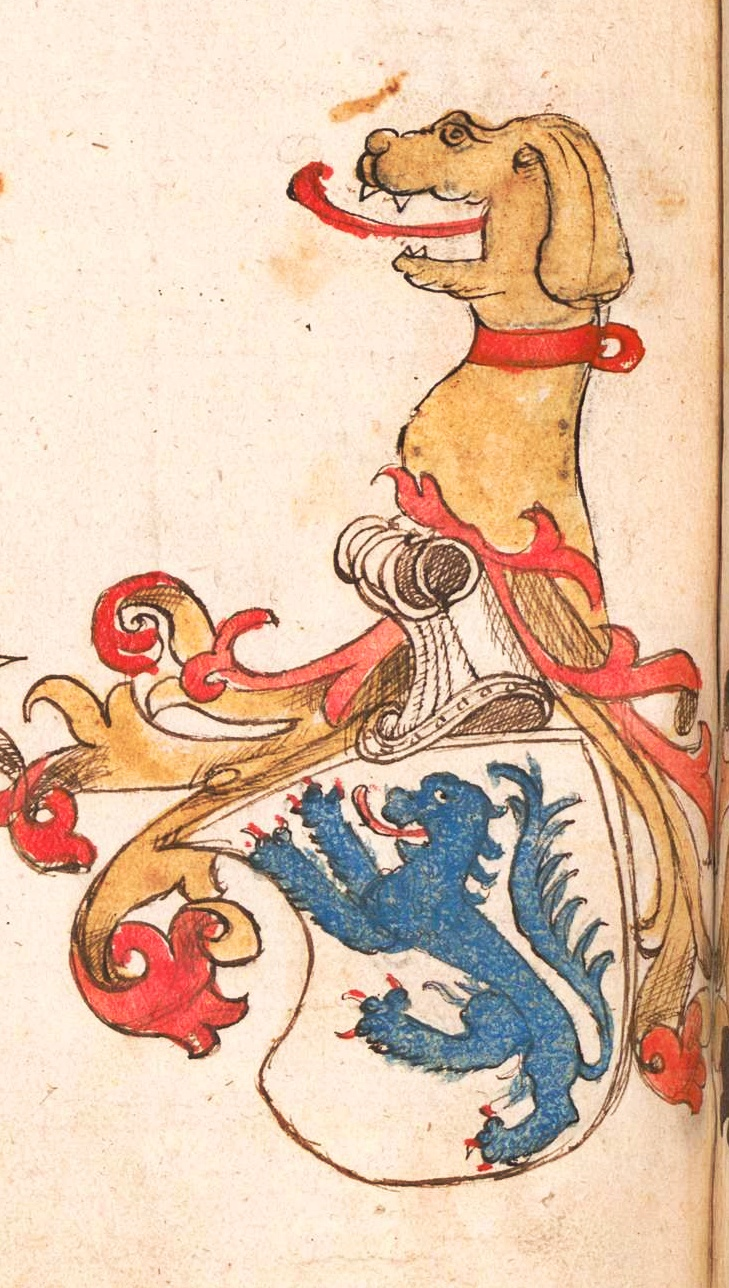
Wappen der Grafen von Veldenz im Wernigeroder Wappenbuch

siehe: Veldenzer Löwe